# Szirmabesenyő
Szirmabesenyő ist eine ungarische Großgemeinde im Kreis Miskolc im Komitat Borsod-Abaúj-Zemplén.

## Geografische Lage
Szirmabesenyő liegt in Nordungarn, sieben Kilometer nördlich des Komitatssitzes Miskolc am rechten Ufer des Flusses Sajó.

## Sehenswürdigkeiten
- Griechisch-katholische Kirche Urunk színeváltozása
- Reformierte Kirche
- Römisch-katholische Kirche Kisboldogasszony
- Schloss Szirmay (Szirmay-kastély), erbaut im 18. Jahrhundert (Barock)

## Verkehr
Durch Szirmabesenyő verläuft die Landstraße Nr. 2619, westlich des Ortes die Hauptstraße Nr. 26. Die Großgemeinde ist angebunden an die Eisenbahnstrecke von Miskolc nach Tornanádaska.

## Bilder

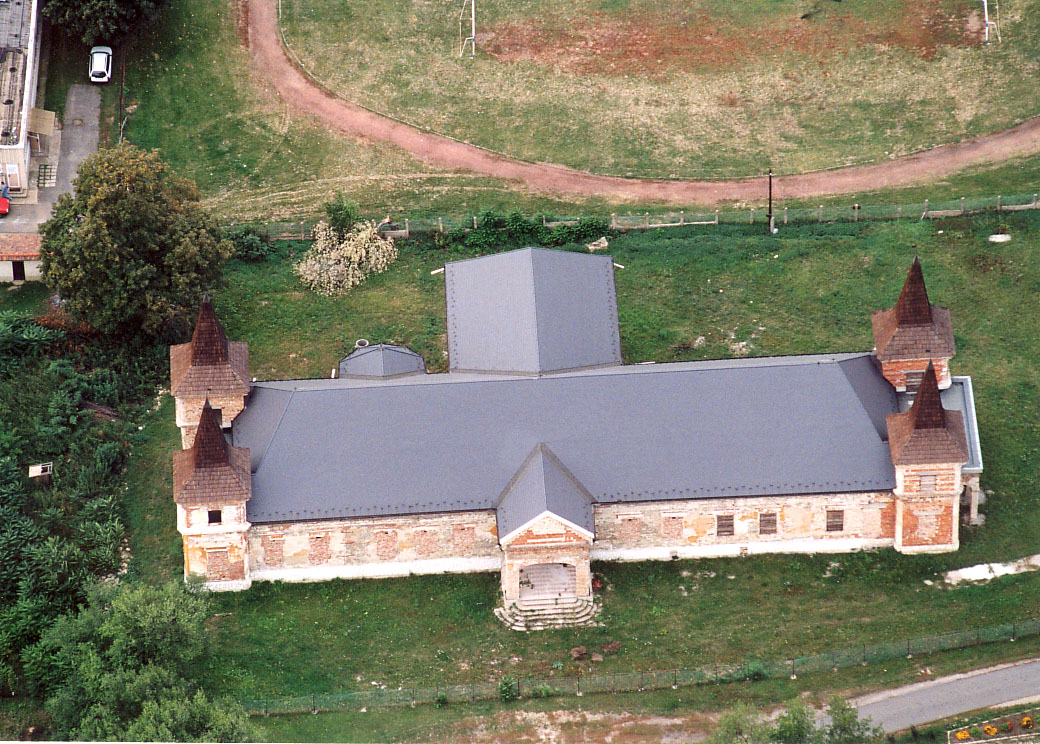
Luftaufnahme: Szirmabesenyő – Schloss „Szirmay“
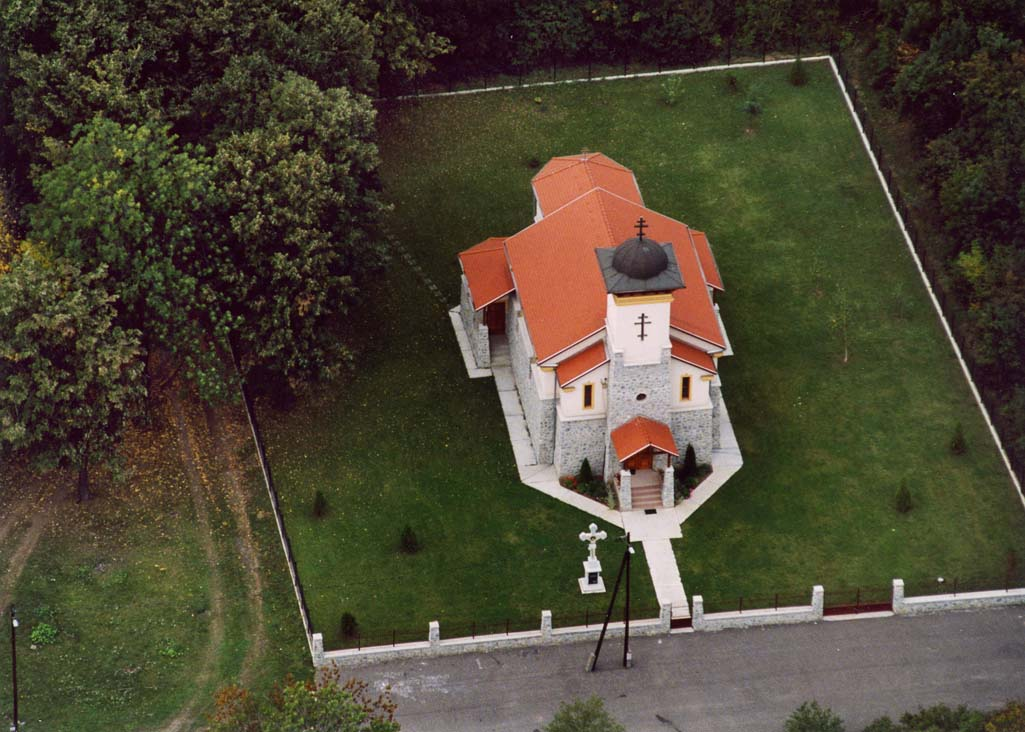
Griechisch-katholische Kirche Urunk színeváltozása